# Шалкар (Кызылординская область)
Шалкар (каз. Шалқар) — упразднённое село в Кармакшинском районе Кызылординской области Казахстана. Входило в состав Жанажолского сельского округа. Код КАТО — 434643300. Упразднено в 2018 г.

## Население
В 1999 году население села составляло 15 человек (6 мужчин и 9 женщин). По данным переписи 2009 года, в селе проживало 5 человек (3 мужчины и 2 женщины).